# Dmytro Svyatash
 (juillet 2022).
Améliorez-le ou discutez des points à vérifier. 
Dmytro Svyatash est un oligarque ukrainien, né à Kharkov, en Ukraine, le 15 juin 1971. Co-Directeur de la compagnie automobile ukrainienne AIS, il est également membre du Parlement. 

## Biographie
Né le 15 juin 1971 à Kharkov, en Ukraine, dans une famille de médecins, Dmytro Svyatash est marié à Nina Svyatash et a un enfant avec elle, Vladimir.
Après un premier diplôme en médecine, à l'Institut médical de Kharkov, spécialisé en pédiatrie, en 1990, il obtient, en 2000, un diplôme de l'Institut d'études avancées et de mécanique lourde spécialisé en génie finance en tant qu'économiste. 
Il est également diplômé de l'Académie nationale de droit d'Ukraine, avec une spécialisation en jurisprudence. 
Sa fortune est estimée à 49 900 000 de dollars. Il est classé dans les 100 hommes appartenant au secteur privé les plus riches d'Ukraine (98e). 

## AIS
Depuis 2003, Dmytro Svyatash est co-président du groupe ukrainien AIS, qui se compose de 37 centres automobiles, 31 boutiques et d'une usine d'assemblage de véhicule à Kremenchug. 
Dmytro Svyatash est accusé d'activités illégales dans les années 1990 avec sa première entreprise de ventes d'automobiles en Ukraine, Contour - PC. Il ne paie en effet aucun impôt pour sa société de sa création à 2002 et se justifie avec les investissements étrangers dont bénéficie l'entreprise et qui l'exonère d'impôt en temps normal. Sauf que ces investissements, réalisés par une société enregistrée dans la zone de Tchernobyl, Prometheus, ne s'élevent que de 20 dollars par an. Une technique qui permet à Dmytro Svyatash de s'enrichir en organisant un vaste réseau de transfert de voitures sur le territoire ukrainien, qui deviendra plus tard la société AIS.
La société est une nouvelle fois impliquée dans une affaire judiciaire dans les années 2000. En 2007, la banque Ukrsibbank, filiale de la banque française BNP Paribas, octroie un prêt de 110 millions de dollars à AIS, mais en 2009, alors que la société doit effectuer les premiers remboursements, elle déclare ses filiales, entreprises débitrices pour ce prêt, en faillite. La banque porte plainte et gagne en première instance, mais la cour d’appel se prononce en faveur d'AIS.[réf. souhaitée]
En septembre 2012, les autorités financières ukrainiennes soupçonnent Dmytro Svyatash et son associé Vasyl Polyakov de non-paiement d'impôts pour leur société AIS pour une somme avoisinant les 680 millions d'UAH. L'entreprise est également impliquée la même année dans une affaire de détournement de fonds.

## Député du Peuple ukrainien
Dmytro Svyatash est critiqué par certains pour ses nombreux changements de partis politiques en Ukraine. 
En mai 2002, il est élu député au Parlement ukrainien lors de la 6e convocation en tant que membre de la coalition Pour l'Ukraine unie !. En juin 2002, il change d'avis et part dans le groupe Democratic Initiatives. Il y reste deux ans et s'engage en mai 2004 dans l'Alliance démocratique ukrainienne pour la réforme. Se voyant proposer une place plus importante qu'auparavant au sein du groupe Democratic Initiatives, Dmytro y retourne en septembre 2004. 
En juin 2005, il rejoint le Parti Populaire pour seulement cinq mois et s'associe finalement au Parti des Régions, actuel parti politique du président ukrainien Viktor Ianoukovitch. 
Dix ans plus tard, en novembre 2012, il est réélu membre du Parlement ukrainien lors de la 7e convocation. 
Dmytro Svyatash précise dans certaines interviews être entré en politique afin de défendre les intérêts de sa société. Sa société, AIS, est en effet connue pour avoir de nombreuses dettes et certains journalistes ukrainiens avancent les intérêts financiers qu'a Dmytro Svyatash à défendre l'augmentation des taxes douanières pour les importations d'automobiles dans le pays. Il fait en effet partie des défenseurs de l'augmentation des taxes sur l'industrie automobile en import proposée en novembre 2013 en Ukraine et se place ainsi en désaccord total avec l'Union européenne. 
Il se déclare également contre l'Accord d'association proposé par l'Union européenne à l'Ukraine en novembre dernier, précisant que « le marché russe est très important pour l'Ukraine ».
En septembre 2013, l'ancien membre du Parlement ukrainien, Yuriy Karmazin, déclare être en train de vérifier la légitimité de l'élection de certains membres du Parlement. Il refuse de donner des noms précis mais les médias citent Dmytro Svyatash parmi les cibles visées par Yuriy Karmazin. 

### Polémiques
Dans sa carrière de politicien, Dmytro Svyatash se fait parfois remarquer pour ses prises de positions et ses déclarations à l'encontre de différentes personnalités politiques ukrainiennes. 
Il qualifie par exemple sur les réseaux sociaux les personnes en désaccord avec le Gouvernement ukrainien de « déchets » et de « nazis ». Ses déclarations peuvent être violentes lorsqu'il s'agit de parler des habitants de la partie Ouest du pays et de la diaspora ukrainienne, « les descendants de lâches qui ont fui leur pays quand il était en difficulté et qui aujourd'hui tentent de nous apprendre à vivre ». Il ajoute que les Ukrainiens migrant vers l'ouest du pays ne sont que des esclaves et que la séparation est/ouest de l'Ukraine est inévitable. 
Il présente également les membres actifs des mouvements protestataires ukrainiens de « fascistes ».
En janvier 2014, alors que les opposants au régime ukrainien manifestent en grand nombre dans les rues pour s'opposer au refus du Gouvernement de signer un accord d'association avec l'Union européenne, Dmytro Svyatash se fait une nouvelle fois remarquer en critiquant Viktor Ianoukovitch, qui n'utilise pas assez la force, selon lui, contre les manifestants.